# Gyrinus (Gyrinulus)
Gyrinus (Gyrinulus) – podrodzaj wodnych chrząszczy z rodziny krętakowatych i podrodziny Gyrininae.

## Taksonomia
Podrodzaj Gyrinulus opisał w 1907 roku Zajcew.

## Opis
Od krętaków z podrodzaju nominatywnego należące tu gatunki różnią się posiadaniem garbka na tarczce i bruzdy na śródpiersiu przechodzącej wzdłuż całej linii środkowej.

## Systematyka i zoogeografia
Podrodzaj ten obejmuje 2 gatunki: 
- Gyrinus rockinghamensis LeConte – gatunek północnoamerykański[4]
- Gyrinus minutus Fabricius, 1798 – krętak mały, gatunek holarktyczny[4], występujący również w Polsce[2][3].